# Pobuna triju grofova u Engleskoj
Pobuna triju grofova u Engleskoj (eng. Revolt of the Earls) bila je pobuna triju grofova (earlova) protiv kralja Vilima I. (Vilima Osvajača). Izbila je 1075. godine. Bila je zadnji ozbiljniji čin otpora Vilimu tijekom normanskog osvajanja Engleske.

## Tijek događaja
Pobuna je izbila zbog toga što je 1075. kralj odbio (u odsutnosti - bio je u Normandiji od 1073.) odobriti brak između Eme (kćeri Vilima FitzOsberna, 1. grofa Hereforda i Adelize de Tosny) i Radulfa Wadersa, grofa Istočne Anglije. 
Onda su se, dok je Vilim bio odsutan, Ralf, Roger de Breteuil (njegov novi šurjak) i Waltheof pobunili. Katastrofalno je završila. Waltheof je uskoro odao urotu canterburyjskom nadbiskupu Lanfrancu koji je potom pogurao grofa Rogera neka povuče svoje savezništvo te naposljetku ekskomunicirao njega i njegove pristaše, a potom je odao Vilimu, koji je bio u Normandiji.